# NGC 4597
NGC 4597 is een balkspiraalstelsel in het sterrenbeeld Maagd. Het hemelobject werd op 22 februari 1787 ontdekt door de Duits-Britse astronoom William Herschel.

## Synoniemen
- MCG -1-32-34
- IRAS 12376-0531
- PGC 42429